# تینی-جی
تینی-جی (به انگلیسی: Tiny-G) گروه موسیقی کره‌ای است.